# Alamis seminigra
Alamis seminigra là một loài bướm đêm trong họ Noctuidae.